# Valeri Guerásimov
Valeri Vasílievich Guerásimov (Валерий Васильевич Герасимов, Kazán, 8 de septiembre de 1955) es un general ruso, el actual jefe de Estado Mayor de las Fuerzas Armadas de Rusia, y el primer viceministro de Defensa, reemplazando a Nikolái Makárov. Es considerado por la ONG Memorial, la organización fundada por Andréi Sájarov e ilegalizada por Rusia en 2021, como responsable de crímenes de guerra cometidos durante enfrentamientos armados de marzo del 2000 en la localidad de Goi-chu,[cita requerida] a unos 20 kilómetros al sur de Grozni (Chechenia). Fue nombrado por el presidente Vladímir Putin el 9 de noviembre de 2012.
En junio de 2024, la Corte Penal Internacional emitió una orden de arresto contra Guerásimov bajo sospecha de haber cometido crímenes de guerra durante la Invasión rusa de Ucrania.

## Temprana edad y educación
Gerasimov nació en Kazán en la RASS de Tartaristán en la Unión Soviética (actual Rusia) el 8 de septiembre de 1955. Se graduó en la Escuela Militar Suvórov de Kazán (1971-1973), la Escuela Superior de Comando de Tanques de Kazán, la Academia de Fuerzas Armadas Militares Malinovsky (1984-1987) y la Academia Militar del Estado Mayor de las Fuerzas Armadas de Rusia (1995-1997).

## Cargos
Después de graduarse de la Escuela Superior de Comando de Tanques de Kazán, Guerásimov fue comandante de pelotón, compañía y batallón de Infantería Mecanizada del Distrito Militar del Lejano Oriente. Después ejerció la jefatura de un regimiento de tanques y a continuación pasó a a ponerse al frente de una división de fusileros motorizados en el Distrito Militar Báltico. De 1993 a 1995 fue comandante de la 144 División de Fusileros Motorizados de la Guardia en el Distrito Militar Báltico y luego del Grupo de Fuerzas del Noroeste.
Después de graduarse de la Academia de Estado Mayor, fue Primer Comandante Adjunto del Ejército del Distrito Militar de Moscú. Durante la segunda guerra de Chechenia fue comandante del 58.º Ejército en el Distrito Militar del Cáucaso Norteentre febrero de 2001 y marzo de 2003. Su participación en el arresto de Yuri Budánov provocó elogios de la periodista Anna Politkóvskaya.
En 2006, alcanzó el rango de comandante del Distrito Militar de Leningrado. En 2009, pasó a ser comandante del Distrito Militar de Moscú. En 2012, lo nombraron comandante del Distrito Militar Central. El 23 de diciembre de 2010 asumió como subjefe del Estado Mayor Central.
Guerásimov estuvo al mando del desfile anual del Día de la Victoria en la plaza Roja cuatro veces entre 2009 y 2012.

## Jefe del Estado Mayor
Se dice que concibió la llamada "doctrina Guerásimov", que combina tácticas militares, tecnológicas, de información, diplomáticas, económicas, culturales y de otro tipo con el fin de lograr objetivos estratégicos. El autor del artículo original, Mark Galeotti, afirmó que se trataba de un discurso que, debido a errores de traducción, fue malinterpretado en la prensa estadounidense como una propuesta estratégica beligerante en lugar de defensiva.
Guerásimov fue nombrado Jefe del Estado Mayor General luego de la destitución del Ministro de Defensa Anatoli Serdiukov el 6 de noviembre de 2012, reemplazado por el nuevo ministro de Defensa, Serguéi Shoigú. Se ha informado que Makárov renunció, pero fue despedido formalmente por el presidente Vladímir Putin.
Otros cambios fueron la destitución de Aleksandr Sujorúkov del cargo de Primer Viceministro de Defensa y su reemplazo por el Coronel General Arkad Bajin, ex comandante del Distrito Militar Occidental. El comandante de las Fuerzas de Defensa Aeroespacial, el coronel general Oleg Ostapenko, también fue ascendido a viceministro de Defensa. Fue ascendido al rango más alto en el ejército ruso, general del ejército, a partir de 2014.
Según el Servicio de Seguridad de Ucrania, Guerásimov fue el comandante general de todos los elementos de las fuerzas rusas y los insurgentes prorrusos durante su decisiva victoria estratégica en la Batalla de Ilovaisk en 2014, donde murieron más de 1000 soldados ucranianos. 
El 15 de septiembre de 2016, él y el jefe de Estado Mayor turco, el general Hulusi Akar, llevaron a cabo una reunión sobre el futuro de Siria en el cuartel general de las Fuerzas Armadas de Turquía en Ankara. El 9 de diciembre de 2021, Guerásimov advirtió al gobierno ucraniano que no intentara resolver la guerra en Donbas usando la fuerza. Guerásimov dijo que "la información sobre la supuesta invasión inminente de Rusia a Ucrania es una mentira". Según afirmó entonces: 

Kiev no está cumpliendo con los Acuerdos de Minsk. Las fuerzas armadas ucranianas están promocionando que han comenzado a emplear sistemas de misiles antitanque Javelin suministrados por Estados Unidos en Donbás y también están utilizando drones de reconocimiento/ataque turcos. Como resultado, la ya tensa situación en el este de ese país se está deteriorando aún más.

El 23 de diciembre de 2021 discutió cuestiones de seguridad regional con su homólogo británico, el almirante Sir Tony Radakin, Jefe del Estado Mayor de la Defensa.

### Invasión rusa de Ucrania

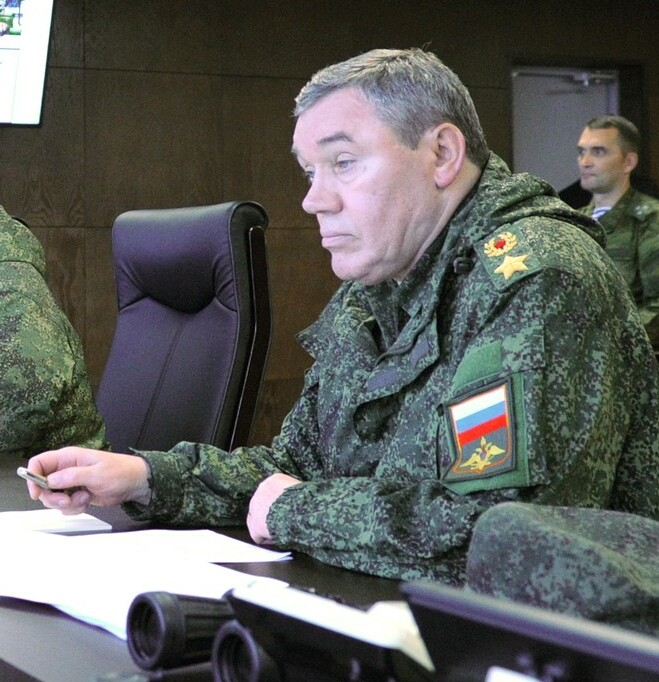
Guerasimov en ejercicios militares.

Guerásimov estuvo involucrado en la planificación de la invasión rusa de Ucrania de 2022. Diversas fuentes[¿quién?] dicen que la decisión de invadir Ucrania fue tomada por Vladímir Putin y un pequeño grupo de halcones a su alrededor, incluidos Guerásimov, el ministro de Defensa de Rusia, Serguéi Shoigú, y el asesor de seguridad nacional de Putin, Nikolái Pátrushev. Durante la invasión, The Moscow Times consideró que Guerásimov había desaparecido de la vista pública desde alrededor del 12 de marzo de 2022, cuando habló con el Jefe del Estado Mayor de Turquía, y el 4 de marzo, cuando habló con el Jefe del Estado Mayor de Defensa francés, Thierry Burkhard. Otros altos silovik (funcionarios clave de seguridad rusos), incluidos Serguéi Shoigú, Ígor Kostyukov y Aleksandr Bórtnikov, desaparecieron casi al mismo tiempo.[cita requerida]
El 27 de abril de 2022, la publicación ucraniana Defense Express afirmó que Gerasimov llegó a Izium para comandar personalmente la ofensiva rusa en la región. Según la Agencia de Información Independiente Ucraniana (UKRINFORM), Guerásimov resultó herido el 1 de mayo de 2022 cerca de Izium.

#### Comandante en Jefe
El Ministerio de Defensa de Rusia hizo público el miércoles 11 de enero de 2023 que Vladímir Putin había nombrado a Valeri Guerásimov como comandante en jefe de las fuerzas rusas que operan en Ucrania en lo que denominan oficialmente «Operación Militar Especial». El nombramiento lo convirtió en el cuarto comandante en jefe en dirigir las fuerzas conjuntas de Rusia y los separatistas ucranianos tras Aleksandr Dvórnikov, Genadi Zhidko y Serguéi Surovikin.

## Sanciones

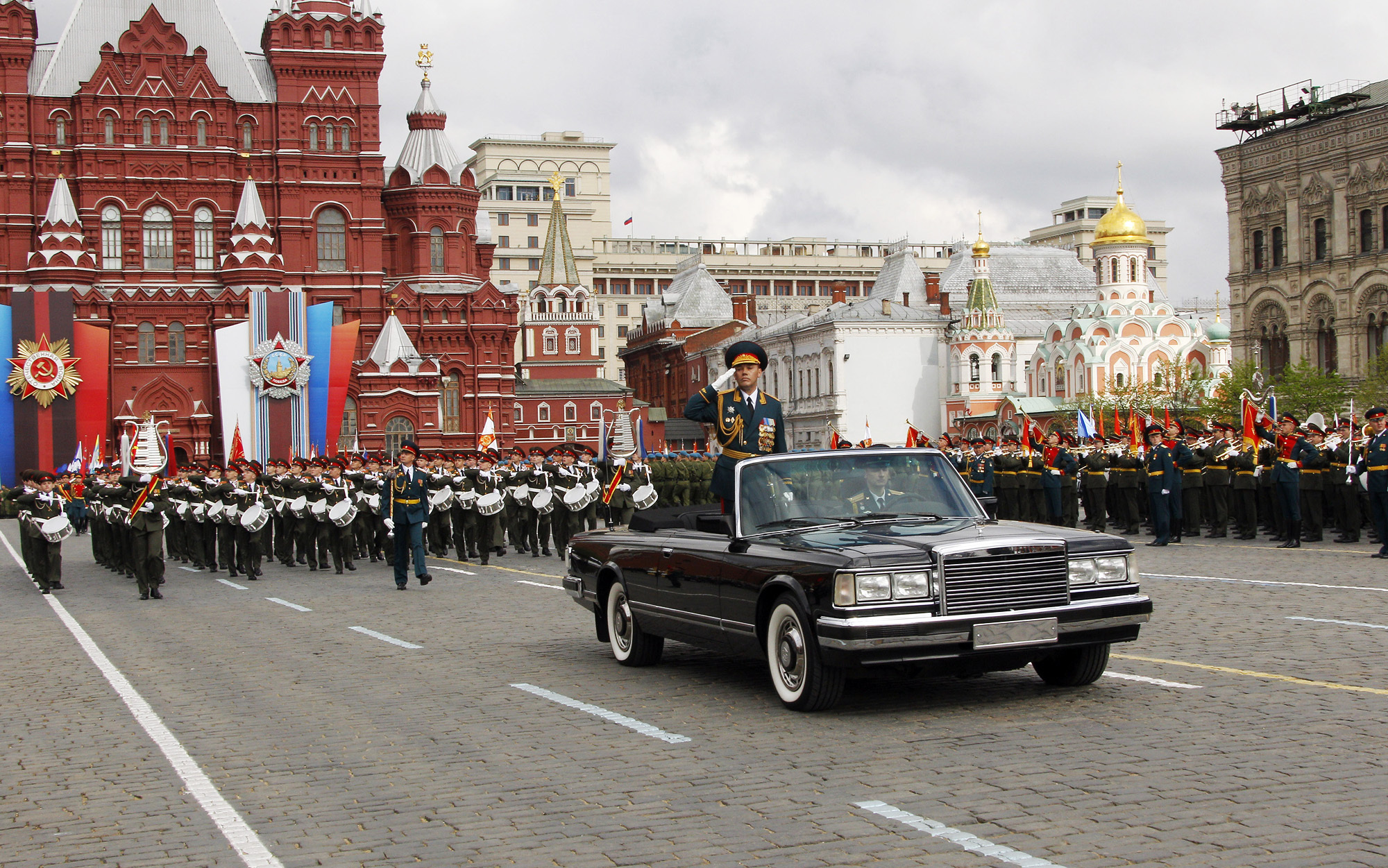
El general Valeri Gerasimov dirigiendo un desfile del Día de la Victoria en la plaza Roja de Moscú subido en un ZiL 41044 en mayo de 2011

En abril de 2014, Guerásimov se agregó a la lista de personas contra las que la Unión Europea introdujo sanciones "con respecto a acciones que socavan o amenazan la integridad territorial, la soberanía y la independencia de Ucrania". En mayo de 2014, Canadá, Liechtenstein y Suiza agregaron a Guerásimov a su lista de sanciones debido a la interferencia rusa en Ucrania y su responsabilidad en el despliegue masivo de tropas rusas junto a la frontera entre dicho país y Ucrania y su incapacidad para reducir las tensiones asociadas con estos despliegues de tropas rusas. En septiembre de 2014, Australia colocó a Guerásimov en su lista de sanciones relacionadas con Ucrania.
El 25 de febrero de 2022, Estados Unidos agregó a Guerásimov a la Lista de personas a las que prohibía el acceso al país.
En junio de 2024, la Corte Penal Internacional emitió una orden de arresto contra Guerásimov bajo sospecha de haber cometido crímenes de guerra durante la invasión de Ucrania.

## Vida privada
Guerásimov está casado y tiene una hija y un hijo.